# HMY Victoria and Albert (1843)
Le HMY Victoria and Albert, puis Osborne, est un navire à vapeur anglais de la Royal Navy et yacht royal de la Reine Victoria du Royaume-Uni et du Prince consort Albert de Saxe-Cobourg-Gotha au XIXe siècle. Dessiné par William Symonds et construit au chantier naval de Pembroke, au Pays de Galles, il est le premier yacht à vapeur de la Couronne britannique.

## Histoire
De 1843 au 16 janvier 1855, il effectue une vingtaine de voyage entre le Royaume-Uni et l'Europe continentale avant d'être remplacé par le HMY Victoria and Albert II (en). Il est ensuite rebaptisé en 1855 Osborne, du nom d'une résidence royale de l'île de Wight. Il sert sous ce nom jusqu'en 1867 et est démoli en 1868.

## Caractéristiques supplémentaires
- Type: Deux-mâts, yacht royal à vapeur et coque en bois.
- Armement: 2 canons.

## Représentation
Il figure sur le tableau d'Isabey représentant la visite de la reine Victoria au Tréport le 2 septembre 1843.

## Sources
- (en)/(de) Cet article est partiellement ou en totalité issu des articles intitulés en anglais « HMY Victoria and Albert » (voir la liste des auteurs) et en allemand « Victoria and Albert (Schif, 1843) » (voir la liste des auteurs).
- 1000 Bateaux, Terres éditions, octobre 2007 (ISBN 978-2-35530-005-9), p. 81